# PhoneSat

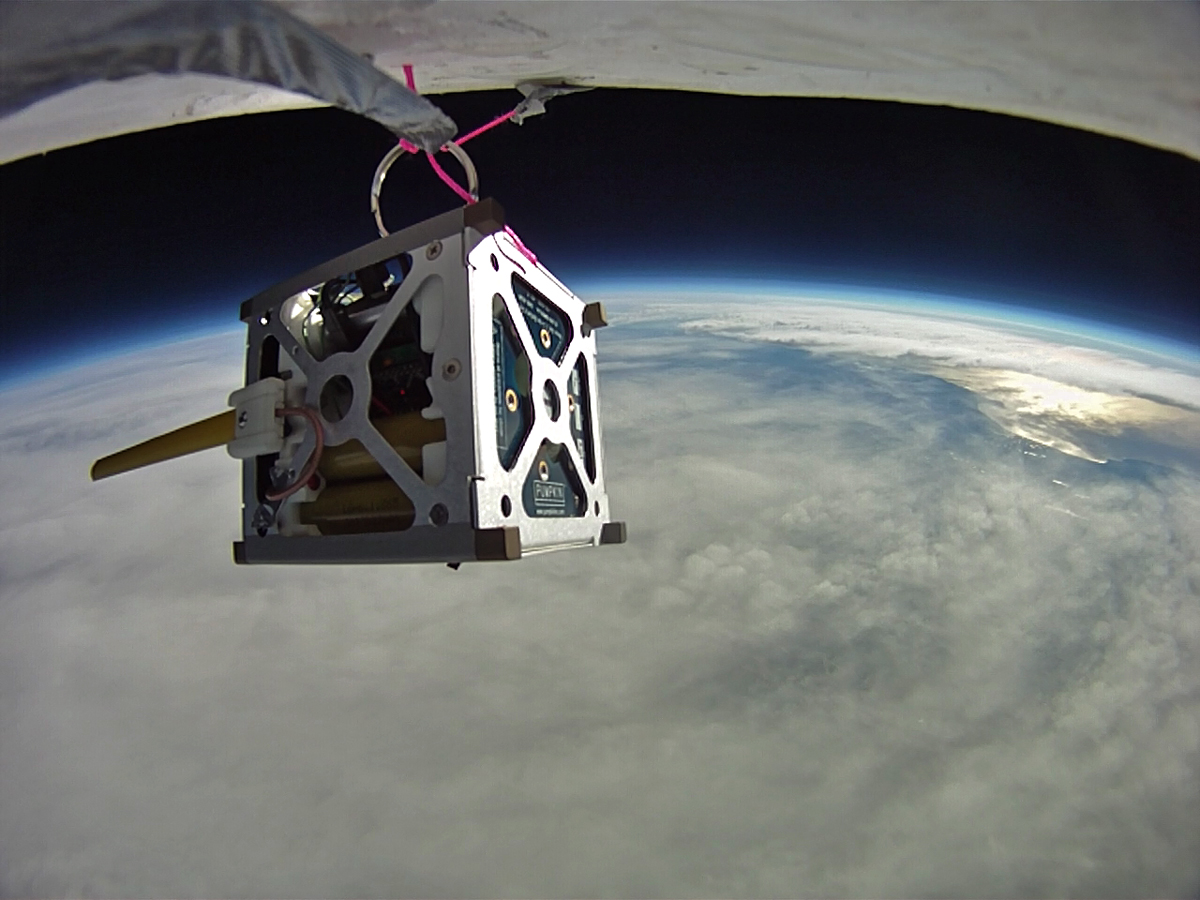
PhoneSat 1.0 durante il test in mongolfiera ad alta quota.È stata utilizzata un’antenna realizzata con un metro a nastro giallo.

PhoneSat è un progetto in corso della NASA, che fa parte del programma tecnologico Small Spacecraft, e consiste nel costruire nanosatelliti utilizzando smartphone di qualità standard e largo consumo non modificati e la piattaforma Arduino per lanciarli in orbita terrestre bassa. Questo progetto è stato avviato nel 2009 presso il NASA Ames Research Center (Moffett Field, California).
All'inizio del progetto, un comune smartphone aveva una CPU più veloce e più memoria di un comune satellite, una o due telecamere, sensori multipli di accelerazione e rotazione, una bussola, un ricevitore GPS, radio e una batteria agli ioni di litio, traendo vantaggio dai significativi sforzi di ricerca e sviluppo e dalle economie di scala nel settore delle telecomunicazioni che hanno permesso di ridurre i costi.
Il costo di costruzione della prima versione del satellite PhoneSat è stato valutato in 3.500 dollari, mentre quello della seconda versione è risultato inferiore ai 7.000 dollari. Il telaio è un unico bus standard CubeSat, di dimensioni 10 cm × 10 cm × 10 cm × 10 cm (1U). Il software di controllo e il firmware sono stati resi open source ogni qualvolta è stato possibile.
Nel 2012 il progetto PhoneSat è stato selezionato dalla rivista Popular Science come uno degli undici "Best of What's New" nella categoria aerospaziale.

## Versioni
PhoneSat 1.0 utilizza come computer di bordo uno smartphone Nexus One (HTC) con sistema operativo Android 2.3.3.3. Questa versione non ha pannelli solari e funziona con l'energia immagazzinata in 12 batterie agli ioni di litio (Li-Ion). Graham è il modello base di PhoneSat 1.0. Bell è un modello PhoneSat 1.0 con un ricetrasmettitore Iridium montato ad una estremità. L'obiettivo della missione di PhoneSat 1.0 era quello di rimanere in funzione nello spazio per un breve periodo di tempo, inviando immagini digitali della Terra e dello spazio attraverso la sua fotocamera e, allo stesso tempo, inviare informazioni sullo stato di salute del satellite. Per prepararsi a tale missione, la NASA ha testato PhoneSat 1.0 in vari ambienti estremi, come le camere sotto vuoto termico, test delle radiazioni alfa e beta (senza test sui neutroni), le piattaforme di vibrazione e shock, i voli suborbitali a razzo e i palloni ad alta quota.
PhoneSat 2.0 è realizzato con uno smartphone Nexus S (Samsung), che esegue il sistema operativo Android 2.3.3.3. C'è una radio bidirezionale a banda S aggiunta dagli ingegneri per comunicare con la Terra, quattro batterie agli ioni di litio, pannelli solari per ricaricare le batterie e un ricevitore GPS. Per controllare l'orientamento dei satelliti, sono state aggiunte diverse bobine di magnetorquer e ruote di reazione. PhoneSat 2.0 Beta o PhoneSat v2a è anche conosciuto come Alexander. La ragione per lo strano lancio simultaneo di PhoneSat 1.0 e 2.0 beta è che i lanci di PhoneSat 1.0 sono stati posticipati fino a quando la 2.0 beta era pronta per il lancio.
PhoneSat 2.4 include un sistema di radio in banda S bidirezionale, che consente agli ingegneri di comandare il satellite dalla Terra, e un sistema per controllare l'orientamento dei cubesat nello spazio.
Il bus PhoneSat è stato utilizzato in diversi altri progetti, tra cui la costellazione di nanosatelliti EDSN.

## Lanci

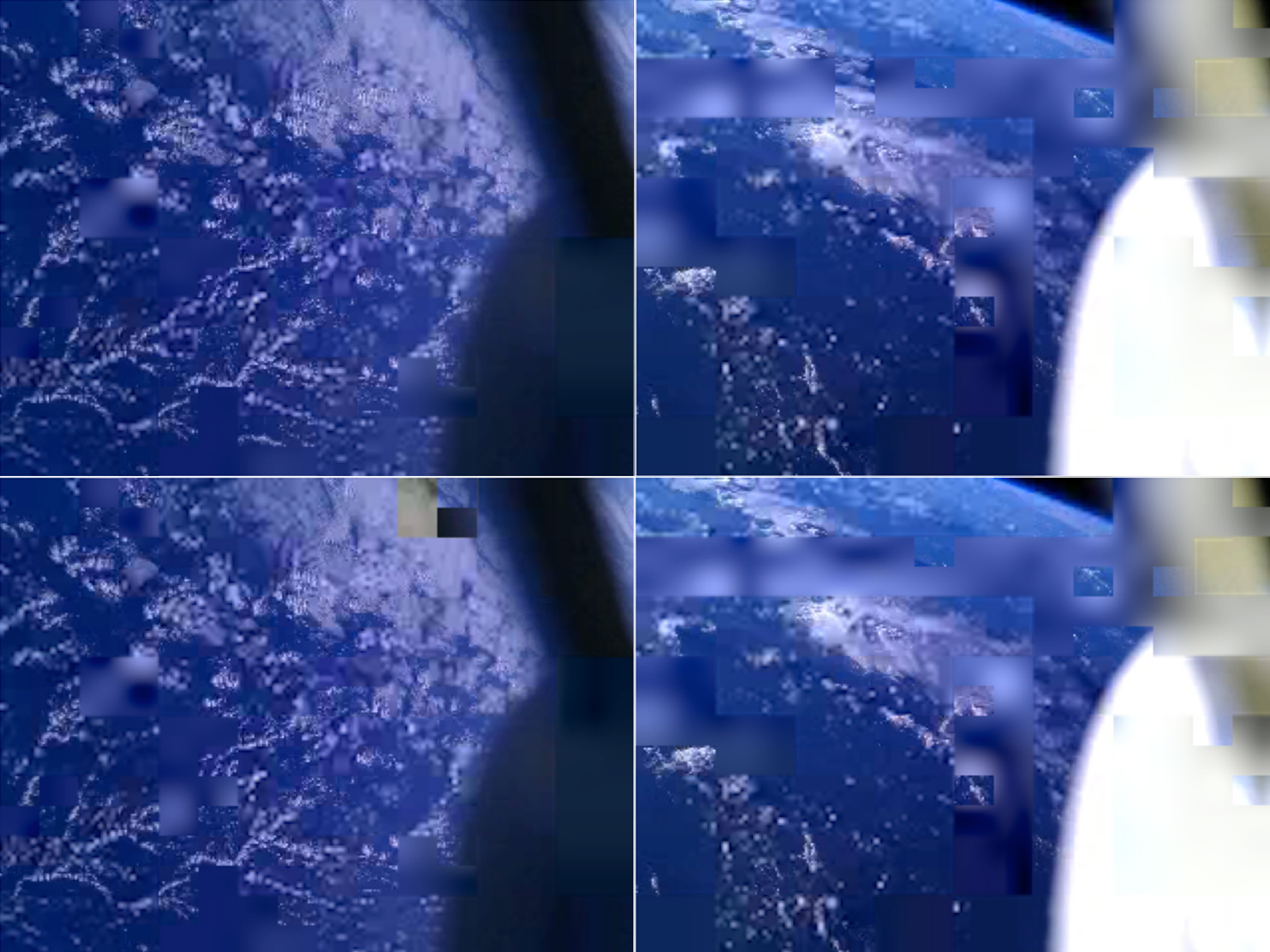
Quattro immagini provenienti dai PhoneSat, lanciati nell' aprile 2013. Sono visibili artefatti a causa di "pacchetti di dati immagine" persi o decodificati in modo errato.

- Il 21 aprile 2013, alle ore 21:00 UTC sono stati lanciati tre telefoni PhoneSat, a bordo del razzo Antares 110 A-ONE. Due erano di tipo PhoneSat 1.0 (Graham e Bell), il terzo era il PhoneSat 2.0, denominato Alexander.Hanno masse di 1,25 chilogrammi, 1,3 chilogrammi e 1.426 chilogrammi.[6][7] Tutti e tre avevano disorbitato prima del 27 aprile 2013, secondo il team PhoneSat,[8] diverse immagini sono state scaricate da radioamatori e dal team della NASA Ames PhoneSat.
- Il 20 novembre 2013, 01:15 UTC è stato lanciato il PhoneSat 2.4 a bordo del razzo Minotaur I ORS-3 dalla piattaforma MARS LP-0B, con una vita orbitale prevista di un anno.[4]
- Il 18 aprile 2014, 19:25 UTC il PhoneSat 2.5 è stato lanciato come carico utile a bordo del razzo SpaceX Falcon 9.[9]